# Прудок (Кричевский район)
Прудок (бел. Прудок) — деревня в составе Краснобудского сельсовета Кричевского района Могилёвской области Республики Беларусь. Расположена на реке Худобычка в 4 км на восток от Кричева и в 108 км от Могилёва.

## История
Известна из письменных источников с XIX века. В 1816 году насчитывала 13 дворов и 77 жителей, была собственностью помещика. В 1873 году основана сукновальня. В 1897 году — 9 дворов и 54 жителя. В это время в деревне имелась водяная мельница и сукновальня.
В 1930 году в деревне организован колхоз «Ударник», который в 1933 году обслуживала Кричевская МТС. С июля 1941 года до 30 сентября 1943 года была оккупирована немецко-фашистскими захватчиками. В километре от деревни были расстреляны немцами 1200 советских граждан — узники Кричевского лагеря смерти, партизаны, дети-заложники (около 100 человек). В числе жертв московские артисты — певец Александр Окаёмов и хормейстер Московской филармонии Геннадий Лузенин. В 1982 году на месте расстрелов установлена скульптурная композиция «Поющие» (скульптор Эдуард Астафьев, архитектор Юрий Казаков).
В настоящее время деревня в составе колхоза «Кричевский». Рядом с деревней находится месторождение песочно-гравийного материала, разведанные запасы — 276 тыс. м³. На 1 января 2003 года в деревне 24 двора и 57 жителей.

## Достопримечательности
- Скульптурная композиция «Поющие» на месте расстрела 1200 мирных жителей и военнопленных
- Святой колодец
- Чёрное озеро